# 泽契拉·穆绍维奇
泽契拉·穆绍维奇（1996年5月26日—），瑞典女子足球运动员。她曾代表瑞典参加2020年夏季奥林匹克运动会足球比赛，获得一枚银牌。她也曾参加2019年世界杯女子足球赛。